# Лужин, Павел Иванович
Па́вел Ива́нович Лу́жин (10 января 1909 — 24 мая 1989) — советский капитан дальнего плавания, Герой Социалистического Труда (1963).

## Биография
Родился 10 января 1909 года в Санкт-Петербурге. Русский.
В 1930 году поступил на судоводительское отделение Ленинградского морского техникума. После окончания техникума работал третьим и вторым помощником капитана на судах Балтийского государственного морского пароходства.
В 1941 году перешёл в Мурманское морское пароходство. В начале Великой Отечественной войны ходил старшим помощником капитана на пароходе «Пинега», выполнявшем рейсы с островов Шпицберген в Мурманск. Осенью этого же года пароход «Пинега» перешёл Северным морским путём на Дальний Восток.
В 1942 году назначен капитаном на пароход «Пинега». Все военные годы и после Победы судно выполняло рейсы к восточным берегам страны, в Арктику, ходило через океан в Америку и обратно в одиночку и в составе конвоев.
В 1946 году П. И. Лужин был направлен в Латвийское морское пароходство, в котором проработал почти 30 лет. За это время командовал только двумя пароходами: «Сигулда» и «Балашов».
Указом Президиума Верховного Совета СССР от 9 августа 1963 года за выдающиеся успехи, достигнутые в деле развития морского транспорта, Павлу Ивановичу Лужину присвоено звание Героя Социалистического Труда с вручением ордена Ленина и золотой медали «Серп и молот».
В 1974 году перешёл на преподавательскую работу в Рижскую мореходную школу. В 1976 году вышел на пенсию.
Жил в столице Латвии городе Риге. Скончался 24 мая 1989 года на 81-м году жизни. Похоронен в Риге на Лесном кладбище.
Награждён двумя орденами Ленина, орденами Трудового Красного Знамени, Красной Звезды, «Знак Почёта», медалями.
Дядя актрисы Ларисы Лужиной.